# Vysoká (district de Sabinov)
Pour les articles homonymes, voir Vysoká.
Vysoká est un village de Slovaquie situé dans la région de Prešov.

## Histoire
Première mention écrite du village en 1278.

## Démographie

### Évolution de la population
| Année:               | 1994. | 2004.    | 2014.    | 2024.    |
| -------------------- | ----- | -------- | -------- | -------- |
| Nombre de personnes: | 177   | 150      | 134      | 115      |
| Différence:          |       | -15,25 % | -10,66 % | -14,17 % |

| Année:               | 2023. | 2024.   |
| -------------------- | ----- | ------- |
| Nombre de personnes: | 117   | 115     |
| Différence:          |       | -1,70 % |